# Jan Davidsz. de Heem

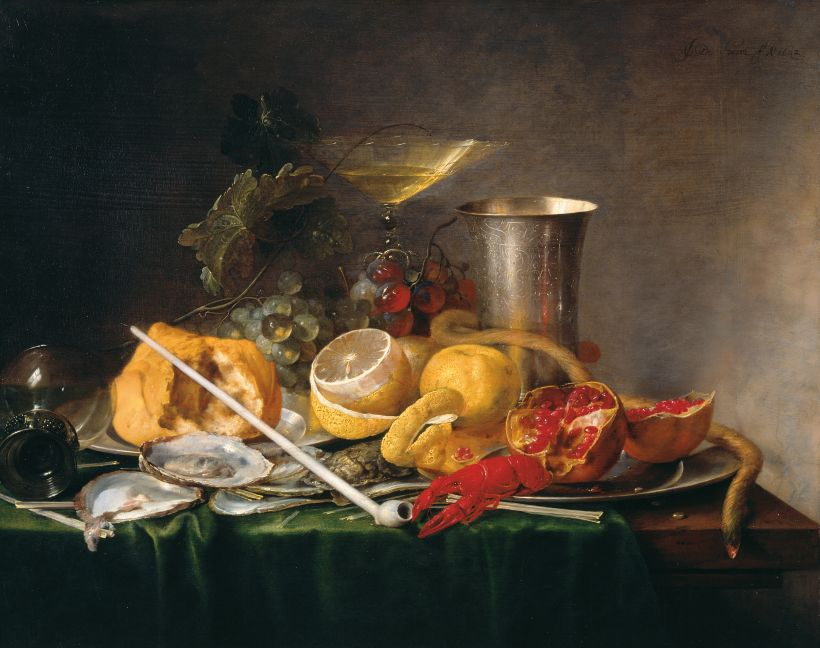
Natura morta con prima colazione, coppa di champagne e boccale, 1642, Residenzgalerie Salisburgo

Jan Davidsz. de Heem (Utrecht, 20 aprile 1606 – Anversa, 1683 o 1684) è stato un pittore olandese.

## Biografia
Pittore di nature morte fu probabilmente allievo di Balthasar van der Ast a Utrecht e di David Bailly a Leida. Dal 1635/1636 risiedette stabilmente ad Anversa, dove ottenne i diritti di cittadino. Viaggiò comunque ripetutamente, con un lungo soggiorno a Utrecht tra il 1669 e il 1672. 
Figura fondamentale della pittura di nature morte nell'Olanda del secolo d'oro, iniziò il genere delle vanitas, nature morte con allusioni alla caducità dell'esistenza, particolarmente popolari a Leida. Ad Anversa rimase influenzato dal barocco locale (Frans Snyders, Jan Fyt), abbandonando l'austerità olandese in favore di una composizione e di una stesura cromatica più ricche. Sullo sfondo di tavolati mise in scena infatti sontuosi insieme, dove gli oggetti sono rappresentati con un forte senso della componente materica individuale di ciascuno, dai fiori alla frutta, fino al vasellame in coccio e in metallo. Fu di esempio a una schiera di allievi e seguaci.